# Ібадуллаєв Ленур Алімович
Ленур Алімович Ібадуллаєв (нар. 27 грудня 1992 — пом. 28 січня 2018) — доброволець ДУК «Правий сектор», учасник російсько-української війни.

## Життєпис
Народився 27 грудня 1992 року в селі Марфівка Ленінського району, Автономна Республіка Крим.
Загинув 28 січня 2018 року під час ворожого обстрілу під Авдіївкою від вогнепального поранення в шию.
Залишились батьки та донька Асіє, яка народилась після загибелі Ленура.
Похований в Сімферополі.

## Нагороди та вшанування
- Нагороджений почесною відзнакою Всеукраїнського братства ОУН-УПА «Захиснику України від московської агресії».
- Нагороджений медаллю ДУМУ "Умма" «За служіння ісламу та Україні».[1][2]
- Наказом командира ДУК ПС від 07 серпня 2019 р. № 167/19 нагороджений відзнакою «Бойовий Хрест Корпусу» (посмертно)[3].
- Вшановується в меморіальному комплексі «Зала пам'яті», в щоденному ранковому церемоніалі 28 січня[4][5].